# Columba Marmion
Columba Marmion, OSB, rodným jménem Joseph Aloysius Marmion (1. dubna 1858, Dublin – 30. ledna 1923, opatství Maredsous) byl irský římskokatolický benediktinský mnich, opat z Maredsous v Belgii a spisovatel. Katolická církev jej uctívá jako blahoslaveného.

## Život

### Raná léta a kněžství (1858–1886)
Narodil se dne 1. dubna 1858 na Queen Street v Dublinu do velké a velmi zbožné rodiny. Tři z jeho sester se staly řeholnicemi. Jeho otec William Marmion pocházel z Clane v hrabství Kildare. Jeho matka, Herminie Cordier, byla Francouzka. Pokřtěn byl 6. dubna téhož roku. Středoškolské vzdělání získal na jezuitské Belvedere College v Dublinu.
Ve věku 16 let vstoupil do diecézního semináře na Holy Cross College v Clonliffe v Dublinu. V době, kdy vstoupil do semináře, byla jeho víra velmi silná. V prosinci roku 1879 odcestoval do Říma, aby dokončil svá studia na Papežské irské koleji. V září roku 1880 navštívil benediktinské opatství Monte Cassino. Při této návštěvě poprvé uvažoval o tom, že se stane benediktinem. Nebyl si však zcela jist svým povoláním, a tak se rozhodl prozatím působit jako diecézní kněz. Kněžské svěcení přijal v Římě dne 16. června 1881 a následující den sloužil svou primiční mši svatou. Na své cestě zpět do Irska prošel benediktinským opatstvím Maredsous v Belgii. Tamější mnišská komunita na něj zapůsobila a zvažoval, zda by tam mohlo spočívat jeho povolání.
V září roku 1881 byl jmenován kurátem na faře v Dundrumu na jihu Dublinu. Věnoval se zde převážně pastorační činnosti. V září roku 1882 byl jmenován profesorem metafyziky na Holy Cross College v Clonliffe v Dublinu, kde před časem sám studoval. Kromě vyučování a duchovního vedení na škole byl kaplanem nedalekého kláštera.

### Mnich v Maredsous (1886–1899)
Poté, co získal souhlas svého arcibiskupa vstoupil do benediktinského opatství Maredsous v Belgii a zahájil zde svůj noviciát. Období noviciátu pro něj bylo těžké, neboť trpěl osamělostí kvůli tomu, že byl starší než ostatní novicové, již byl knězem a neuměl plynně francouzsky.
Dne 10. února 1888 složil své první dočasné řeholní sliby. Protože již dokončil svá filozofická a teologická studia, učil na opatské škole. Když se to pro něj ukázalo jako příliš obtížné, bylo mu učit filosofii ostatní mnichy ve formaci. Dne 10. února 1891 složil své doživotní řeholní sliby. V oblasti se stal známým díky svým kázáním na místní faře. Byl jmenován rektorem nově zřízené vysoké školy v Maredsous, ale po roce byl odvolán a namísto toho se stal profesorem angličtiny. Působil také jako asistent novicmistra a nadále vyučoval filozofii mladší mnichy.

### Převor opatství Mont César v Lovani (1899–1909)
V roce 1899 pomohl založit opatství Mont César v Lovani v Belgii a stal se jeho prvním převorem, kterým byl až do svého návratu do Maredsous roku 1909. Učil dogmatickou teologii v Lovani, kdy se hluboce zabýval myšlenkami sv. Tomáše Akvinského. Jeho přednášky zde byly velmi oblíbené.
Kromě vyučování byl duchovním vůdcem karmelitánských sester v Lovani, které každý týden zpovídal. Mimo to se stal se duchovním vůdcem mnoha dalších řeholních komunit a často vedl duchovní cvičení v Belgii, Irsku nebo Anglii. V té době byl mj. zpovědníkem budoucího kardinála Désirého-Josepha Merciera, který se stal jeho blízkým přítelem.

### Opat z Maredsous (1909–1923)
V roce 1893 byl Dom Hildebrand de Hemptinne, opat z Maredsous, jmenován papežem Lvem XIII. opatem primasem benediktinské konfederace a papež mu povolil zůstat ve funkci opata v Maredsous, ačkoli musel většinu času trávit Římě. Kvůli nemožnosti plnění obou funkcí v srpnu roku 1909 de Hemptinne odstoupil z funkce opata z Maredsous a Marmion byl zvolen jeho nástupcem v této funkci dne 28. září 1909. Zvolil si opatské heslo Magis prodesse quam praesse. Když se do opatství vrátil, zjistil, že během jeho nepřítomnosti se počet členů kláštera rozrostl. Jako opat nechal opatství vybavit elektřinou a ústředním topením, což bylo v tehdejší době v klášterech jen zřídka.
V prosinci 1909 jej požádala belgická vláda, aby zvážil založení benediktinského kláštera v Katanze v Belgickém Kongu. Vláda mu nabídla pozemky a peníze na pomoc novému klášteru. Tutu úlohu kvůli nedostatku potřebných mnichů nakonec nepřijal, avšak byl misii v Kongu značně nápomocen. V únoru 1913 byl požádán, aby poskytl útočiště anglikánským mnichům z Caldey Abbey a jeptiškám z Milford Haven, kteří přestupovali do katolické církve. Následujícího června za ně sloužil mši svatou při příležitosti jejich konverze.
Po vypuknutí první světové války se v září roku 1914 rozhodl se svými mnichy kvůli obavám z možného nedostatku jídla odcestovat do Anglie, aby tam nebo v Irsku našel ubytování pro mladší mnichy, aby jejich studia nebyla přerušena. To zahrnovalo cestování v přestrojení a bez pasu. Když dorazil do Anglie, byl nejprve odmítnut kvůli postrádání pasu, ale podařilo se mu přesvědčit irského celníka, aby mu umožnil vstup do země. Nejprve dokázal najít ubytování pro své mnichy ve čtyřech samostatných anglických benediktinských domech. Nicméně, protože toužil mít mnichy všechny pohromadě, koupil dům v Edermine v Irsku jako dočasný dům pro ně. Zde musel čelit mnohým obtížím, včetně zdravotních problémů. V roce 1919 spolu s mnichy opustil dočasný dům v Edermine a vrátil se s nimi do opatství Maredsous. Dům v Edermine byl o několik měsíců později prodán. V březnu roku 1919 poslal na žádost představených čtyři mnichy do opatství Zesnutí Panny Marie na hoře Sijón v Jeruzalémě, kteří zde zůstali do doby, než bylo původnímu německému osazenstvu kláštera, které bylo vyhnáno roku 1918, povoleno se do opatství navrátit.
V září roku 1922 vedl na žádost namurského biskupa každoroční diecézní pouť do Lurd. Následující měsíc předsedal oslavě 50. výročí založení opatství Maredsous, které jako opat řídil 14 let.
Byl zasažen během chřipkové epidemie a zemřel dne 30. ledna 1923 ve svém opatství Maredsous, kde je také pohřben. Jeho spisy získaly formální i neformální podporu od mnoha papežů, včetně Benedikta XV., Pia XI., Pia XII., sv. Pavla VI., a sv. Jana Pavla II.

## Úcta
Dne 28. června 1999 jej papež sv. Jan Pavel II. podepsáním dekretu o jeho hrdinských ctnostech prohlásil za ctihodného. Dne 27. ledna 2000 byl uznán zázrak na jeho přímluvu, potřebný pro jeho blahořečení.
Blahořečen pak byl dne 3. září 2000 na Svatopetrském náměstí papežem sv. Janem Pavlem II.
Jeho památka je připomínána 30. ledna, jinde pak 3. října. Bývá zobrazován v řeholním oděvu nebo s opatskými insigniemi.